# IMI LAHAT
El misil antitanque "LAHAT" (del inglés:  La ser Homing Attack, o La ser Homing Anti- T ank''), también como una inflexión del hebreo (en hebreo: להט, incandescente‎), es un sistema de misiles antiblindaje semiactivo de accionamiento y apuntamiento por láser de bajo peso de tercera generación.

## Historia

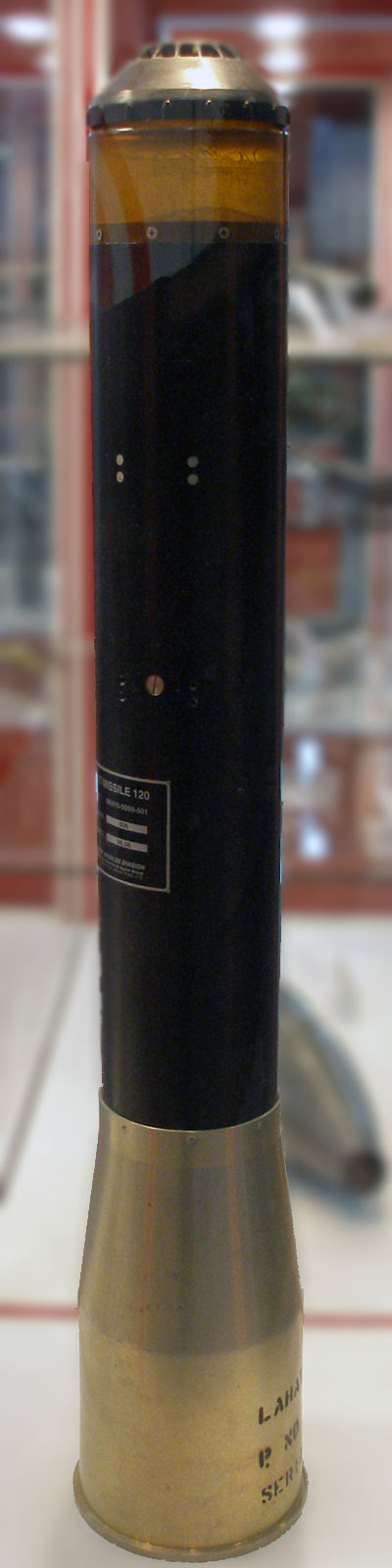
Un misil LAHAT en exhibición.

Desarrollado desde 1992 y producido en conjunto por Israel Aerospace Industries y la IMI, se ha fabricado específicamente para su uso desde el cañón del Merkava en los calibres 105 mm y de 120 mm, pudiendo ser empleado en todos los tipos de cañones en los calibres de 105 mm y 120 mm en uso actualmente, incluyendo a los de bajo retroceso. Es a su vez usado en los carros armados. También es posible adaptarlo en buques de patrulla, en cañones sin retroceso de calibre 105 - 106 mm, vehículos aéreos no tripulados, HMMWV's y en los sistemas de ataque antiaéreo. A diferencia de otros proyectiles para tanques, el LAHAT no necesita un cañón de tanque para su operación, denominándose como "Nimrod" en su versión para la infantería.

## Descripción
El misil "LAHAT" dispone de un sistema de guiado/marcaje por láser capaz de operar mediante accionamiento/marcado directo/indirecto -así el blanco puede ser marcado con rayos láser de designación por su plataforma de lanzamiento- (como, por ejemplo, un tanque abriendo fuego) o por otra plataforma que lo use (como otro tanque, helicóptero, UAV's, o por un equipo de infantería de avanzada), requiriendo una mínima exposición en su posición de disparo. Con una baja marca casi indetectable de lanzamiento, la trayectoria de este misil puede ser utilizada para marcar y disparar junto a otros vehículos (en un ataque frontal) desde un vehículo de infantería blindado, un buque de guerra, o desde un helicóptero artillado (en un ataque indirecto) durante los combates en todo tipo de guerras.
Tiene un alcance efectivo de 8 km al ser lanzado desde una plataforma terrestre, y con más de 13 km al ser disparado contra blancos en elevación. El misil acierta en su blanco con una desviación CEP de 0,7 metros, y con un ángulo de cerca de 30 grados, proveyendo una penetración efectiva de hasta 800 mm de blindaje con sus ojivas en tándem para alcanzar a los tanques que cuenten con blindajes reactivos añadidos. El "LAHAT" incluso puede ser adosado en sistemas de protección activa gracias a sus capacidades de contramedida. En cualquier tanque el "LAHAT" puede ser almacenado como cualquier otra clase de proyectil en el estante de munición, y puede incluso ser manipulado justo como cualquier otro tipo de munición.

## Usuarios

### LAHAT
Israel
- Merkava

Alemania
- Leopard 2

Chile
- Leopard 2

Croacia
- M-95 Degman

India
- Arjun MBT

## Comercialización
La versión de uso por la infantería es denominada en el mercado suramericano como "Nimrod", la cual se deriva directamente del sistema "LAHAT-SR" para el uso militar en América del Sur.

## Sistemas de armas comparables
- AT-11 Sniper/AT-4 Spigot
- Hwasung-Chong 2
- Hwasung-Chong
- Hwasung-Po
- Susong-Po